# Гордон, Аарон Давид
Ааро́н Дави́д Го́рдон (9 июня 1856, Троянов, Волынская губерния Российской империи, ныне Украина — 22 февраля 1922, Дгания, Палестина) — еврейский философ и публицист, деятель раннего сионизма, идеолог рабочего сионистского движения «Ха-Поэль ха-Цаир».

## Биография
Родился в 1856 году (Энциклопедия Британника указывает в качестве даты рождения 9 или 10 июня, на сайте музея Гордона в Дгании-Алеф указано 9 июня) в состоятельной еврейской семье и получил традиционное воспитание; из-за слабости здоровья с ним занимался частный учитель. Позже самостоятельно изучил русский, немецкий и французский язык и получил широкое общее образование, в том числе год проучился в Вильне.
После того, как по состоянию здоровья он был освобождён от службы в армии, Гордон женился и 23 года прожил в селе Могильна, работая в качестве конторского служащего на своего родственника, барона Г. О. Гинцбурга. В 1904 году, после смерти родителей, переселился в Палестину, где, несмотря на уже не юный возраст и отсутствие навыков физического труда, отказался от карьеры служащего и трудился на сельскохозяйственных работах (на виноградниках и апельсиновых плантациях Петах-Тиквы и винном заводе Ришон-ле-Циона). Тяжёлый труд привёл вскоре к ухудшению состояния здоровья Гордона, и его родным пришлось взять на себя заботу о нём. С 1909 года он начал писать статьи в журнале «Ха-Поэль ха-Цаир».
В 1912 году Гордон перебрался в Галилею, где провёл остаток жизни снова в качестве сельскохозяйственного рабочего. После начала мировой войны подвергался преследованиям со стороны турецких властей. В 1913 году принял участие в работе XI сионистского конгресса в Вене, а в 1920 году в конференции движения «Ха-Поэль ха-Цаир» в Праге. Скончался в 1922 году в кибуце Дгания-Алеф от рака.

## Жизненная философия
На взгляды Гордона оказало влияние творчество Льва Толстого, американского публициста Генри Джорджа и американского философа-трансценденталиста Генри Торо. В его системе ценностей важное место занимали самосовершенствование, ценность человеческой личности и близость к природе. Эти ценности преломлялись в мировоззрении Гордона в свете идей Танаха и трудов талмудистов.
Центральной в этой системе была «идея труда», согласно которой отношение человека к труду должно быть принципиально изменено: вместо того, чтобы рассматриваться как средство к существованию, труд, по мнению Гордона, должен стать самой сутью существования человека, органической частью его жизни и её целью. Пока труд рассматривается как бремя, от которого можно спастись за счёт труда окружающих, а природа воспринимается исключительно с потребительских позиций, неизбежно продолжение эксплуатации человека человеком. Особое внимание при этом уделялось земледелию как наиболее естественному и близкому к природным потребностям человека виду труда, при этом требующему от него отдачи всех сил, физических и душевных. Именно труд в поле, согласно Гордону, может обеспечить связь человека с землёй и вернуть его в лоно природы, от которого он оказался оторван в эру машинной цивилизации. Добровольный физический труд для Гордона был средством постижения Бога, что дало основание его последователям определять его систему воззрений как «религию труда».
Ещё одним важным аспектом в философии Гордона были проводимые параллели между отдельным человеком и целым народом; в иврите эта концепция получила название «ам-адам» (ивр. עם-אדם‎ — народ-человек). По его мнению, народ, как коллективную личность, отличают те же качества, достоинства и недостатки, что и индивидуума. В свете этого он критиковал сложившееся в мире положение, при котором грабёж, обман и убийство, запрещённые в отношениях между отдельными людьми, не только практикуются, но и всячески приветствуются в решении межнациональных конфликтов.
Хотя Гордон был близок к марксизму в своём протесте против частной собственности на землю и орудия труда, а также во взглядах на эксплуатацию, он отвергал марксизм как философию индустриальной эры, рассматривающую человека в отрыве от природы и естественных условий жизни, направленную только на реформирование экономической системы, при этом не давая ответа на фундаментальные вопросы бытия. Он считал, что экономическое неравенство связано с укоренившимся культом богатства и стремлением к существованию за счёт остальных, и исправить это можно только с помощью всеобщего совместного труда. С точки зрения Гордона, трагедия еврейского народа была связана не столько с рассеянием и преследованиями, сколько с вынужденным отрывом от созидательного труда. В его идеологии не было места политическим процессам, он холодно воспринял декларацию Бальфура и критически относился к созданию еврейских вооружённых формирований в ходе мировой войны, настаивая на том, что вначале должно завершиться освоение евреями Земли Израиля с помощью создания сети сельскохозяйственных поселений. Гордон категорически отвергал использование арабского труда в этих поселениях, рассматривая его как эксплуатацию одного народа другим.
Гордон был сторонником интеграции идей, считая, что возрождение еврейского народа может пойти разными путями. В частности, он стремился к синтезу идей духовного национализма Ахад-ха-Ама и материалистического индивидуализма М. Й. Бердичевского, результатом которого и стала его «идея труда».

## Роль в сионистском движении и увековечение памяти
Идеи Гордона оказали влияние на программу движения (впоследствии партии) «Ха-Поэль ха-Цаир», хотя официально он не был её членом, отвергая партийное деление в ишуве. После смерти Гордона его имя было присвоено молодёжному движению «Гордония», среди основных принципов которого был акцент на самостоятельном труде, а также идея возрождения самодостаточной еврейской нации на Земле Израиля.
В кибуце Дгания-Алеф создан музей Аарона Давида Гордона. Его сочинения были изданы посмертно (1928—29) в пяти томах и переизданы в трёх томах в 1951—53 годах.